# Aeroportul Internațional Ngurah Rai
Aeroportul Internațional Ngurah Rai (IATA: DPS, ICAO: WADD) este un aeroport din Tuban⁠(d), Kuta⁠(d), Badung⁠(d), Bali⁠(d), Indonezia ce deservește zona Dempasar. Aeroportul a fost tranzitat în iunie 2020 de 877 de pasageri. A fost deschis în 1931 și numit după I Gusti Ngurah Rai⁠(d).
Situat la o altitudine de 4 m, aeroportul dispune de 1 pistă. Este operat de Angkasa Pura⁠(d).

## Infrastructură

### Piste
Aeroportul dispune de o singură pistă. Pista 09/27 are suprafața de asfalt și dimensiunile 3.000 m × 45 m. 